# دایتفورت ین میتلفرانکن
دایتفورت ین میتلفرانکن (به آلمانی: Dietfurt in Mittelfranken) یک منطقهٔ مسکونی در آلمان است که در ترویشتلینگن واقع شده‌است.